# 北斗盃
北斗盃（ほくとはい）は、ホッカイドウ競馬で施行される地方競馬の重賞競走（H3）である。正式名称は「馬事通信賞 北斗盃」。

## 概要
1977年に創設されたサラブレッド系旧4歳（現3歳）の重賞競走。ホッカイドウ競馬のグレードではH2に格付けされ、三冠競走の第1戦として位置づけられている。1999年時点では菊花賞のトライアル競走へ向けての代表馬選定競走でもあった（のちに王冠賞に変更）。2008年から開幕日に施行するようになり、シーズンの開幕を飾る競走でもある。
距離は時期や開催地により変動はあるものの、1997年までと2006年・2009年・2015年からはマイル前後の距離（1500m - 1700m）、1998年から2014年は上記の年を除いて短距離（1000m - 1200m）となっている。
2006年は施行時期を6月上旬に移し、「ダービーWeek」の一環として「札幌ダービー」のサブタイトルが付けられ、「札幌ダービー 北斗盃」の名称を用いた（2007年から2023年はダービーWeekの対象競走は北海優駿となっていた）。またこの年はH1に格付けされた。
2015年より格付けがH3で2019年よりH2に格上げされるも、2023年にH3に戻された。
競走名は、2020年から2022年までは「道新スポーツ杯 北斗盃」で、2023年からは「馬事通信賞 北斗盃」となっている。

### 条件・賞金等（2025年）
出走条件
サラブレッド系3歳・地方競馬全国交流（地方他地区所属馬も出走が可能）
負担重量
定量（57kg、牝馬2kg減）。
賞金額
1着500万円、2着140万円、3着105万円、4着70万円、5着35万円。
副賞
スタリオンシリーズに指定されており、フィエールマンの次年度配合権利が優勝馬馬主への副賞となっている。
優先出走権付与
2着以上の馬に北海優駿の優先出走権が付与される。

### 過去の副賞
スタリオンシリーズ競走に指定されており、以下の種牡馬の次年度種付権が副賞として贈られている。
| 年     | 種牡馬               | 付与対象者 |
| ------ | -------------------- | ---------- |
| 2001年 | リンドシェーバー     |            |
| 2002年 | サクラバクシンオー   | 馬主       |
| 2003年 | サクラバクシンオー   | 馬主       |
| 2004年 | グランデラ           |            |
| 2005年 | グランデラ           |            |
| 2006年 | ジャングルポケット   |            |
| 2007年 | コマンダーインチーフ |            |
| 2008年 | グランデラ           |            |
| 2009年 | タニノギムレット     |            |
| 2010年 | ヨハネスブルグ       |            |
| 2011年 | ヨハネスブルグ       |            |
| 2012年 | ヨハネスブルグ       | 馬主       |
| 2013年 | ヨハネスブルグ       | 馬主       |
| 2014年 | アルデバラン         | 馬主       |
| 2015年 | スクリーンヒーロー   | 馬主       |
| 2016年 | ダンカーク           | 馬主       |
| 2017年 | ダンカーク           | 馬主       |
| 2018年 | ダンカーク           | 馬主       |
| 2019年 | ダンカーク           | 馬主       |
| 2020年 | ヴィクトワールピサ   | 馬主       |
| 2021年 | フィエールマン       | 馬主       |
| 2022年 | フィエールマン       | 馬主       |
| 2023年 | フィエールマン       | 馬主       |
| 2024年 | フィエールマン       | 馬主       |
| 2025年 | フィエールマン       | 馬主       |

対象種牡馬の出典：KEIBA.GO.JP
- 2001年、2002年、2003年、2004年、2005年、2006年、2007年、2008年、2009年、2010年、2011年、2012年、2013年、2014年、2015年、2016年、2017年、2018年、2019年、2020年、2021年、2022年、2023年

## 歴代優勝馬
優勝馬の馬齢は2000年まで旧表記、2001年以降は現表記。
| 回数   | 施行日        | 開催地 | 距離  | 頭数 | 優勝馬             | 性齢 | 所属   | タイム | 優勝騎手   | 管理調教師 |
| ------ | ------------- | ------ | ----- | ---- | ------------------ | ---- | ------ | ------ | ---------- | ---------- |
| 第1回  | 1977年6月26日 | 旭川   | 1600m | 12頭 | サンオーオク       | 牝4  | 北海道 | 1:43.6 | 伊藤隆志   | 戸島牛太郎 |
| 第2回  | 1978年6月25日 | 岩見沢 | 1500m | 10頭 | タクマイチフジ     | 牡4  | 北海道 | 1:35.8 | 倉見務     | 中村光春   |
| 第3回  | 1979年6月24日 | 旭川   | 1500m | 11頭 | マツカゼセンプー   | 牡4  | 北海道 | 1:36.1 | 津田勉     | 千島一巳   |
| 第4回  | 1980年6月29日 | 旭川   | 1600m | 10頭 | サザンオール       | 牡4  | 北海道 | 1:43.9 | 北村末広   | 鈴木亮平   |
| 第5回  | 1981年6月21日 | 旭川   | 1600m | 8頭  | トヨクラダイオー   | 牡4  | 北海道 | 1:45.8 | 佐々木一夫 | 成田春男   |
| 第6回  | 1982年6月27日 | 旭川   | 1600m | 12頭 | ハツピシルバー     | 牡4  | 北海道 | 1:45.0 | 山下信雄   | 林正夫     |
| 第7回  | 1983年6月13日 | 岩見沢 | 1600m | 11頭 | テスコルビー       | 牝4  | 北海道 | 1:42.0 | 佐々木一夫 | 黒川武     |
| 第8回  | 1984年6月24日 | 旭川   | 1600m | 10頭 | コオテンミサキ     | 牡4  | 北海道 | 1:45.0 | 伊藤隆志   | 石本孝博   |
| 第9回  | 1985年6月26日 | 岩見沢 | 1600m | 12頭 | ウエスタンペール   | 牡4  | 北海道 | 1:44.6 | 松田路博   | 三上茂     |
| 第10回 | 1986年6月24日 | 岩見沢 | 1600m | 11頭 | コオテンチカラ     | 牡4  | 北海道 | 1:44.0 | 高岡秀行   | 石本孝博   |
| 第11回 | 1987年6月18日 | 帯広   | 1600m | 11頭 | ロイヤルコスモ     | 牡4  | 北海道 | 1:43.1 | 高岡秀行   | 田中正二   |
| 第12回 | 1988年6月15日 | 旭川   | 1600m | 10頭 | ホロトマイケル     | 牡4  | 北海道 | 1:43.6 | 佐々木一夫 | 黒川武     |
| 第13回 | 1989年5月25日 | 帯広   | 1700m | 11頭 | ベストンダンデイ   | 牡4  | 北海道 | 1:52.8 | 山下信雄   | 鈴木英二   |
| 第14回 | 1990年5月31日 | 帯広   | 1700m | 10頭 | ヒノデブレイブ     | 牡4  | 北海道 | 1:52.1 | 井上俊彦   | 後條雄作   |
| 第15回 | 1991年5月23日 | 帯広   | 1700m | 10頭 | スーパーノバ       | 牡4  | 北海道 | 1:52.1 | 佐々木一夫 | 佐藤二郎   |
| 第16回 | 1992年5月21日 | 帯広   | 1700m | 11頭 | スガノスキー       | 牡4  | 北海道 | 1:48.5 | 柳澤好美   | 成田春男   |
| 第17回 | 1993年5月19日 | 帯広   | 1700m | 12頭 | スガノラージャ     | 牡4  | 北海道 | 1:50.3 | 柳澤好美   | 成田春男   |
| 第18回 | 1994年5月26日 | 岩見沢 | 1600m | 11頭 | ベストファーザー   | 牡4  | 北海道 | 1:44.7 | 井上俊彦   | 三上茂     |
| 第19回 | 1995年6月15日 | 旭川   | 1600m | 11頭 | スイートイブン     | 牝4  | 北海道 | 1:44.7 | 松本隆宏   | 鈴木英二   |
| 第20回 | 1996年5月16日 | 岩見沢 | 1500m | 12頭 | ベストンダイオー   | 牡4  | 北海道 | 1:34.9 | 松本隆宏   | 鈴木英二   |
| 第21回 | 1997年5月29日 | 札幌   | 1700m | 12頭 | シルバースワット   | 牡4  | 北海道 | 1:55.4 | 岡島玉一   | 伊藤靖則   |
| 第22回 | 1998年5月4日  | 札幌   | 1000m | 12頭 | メイショウヒダカ   | 牝4  | 北海道 | 1:00.3 | 渋谷裕喜   | 田部和則   |
| 第23回 | 1999年5月11日 | 門別   | 1200m | 16頭 | モミジイレブン     | 牡4  | 北海道 | 1:13.7 | 松本隆宏   | 鈴木英二   |
| 第24回 | 2000年5月5日  | 札幌   | 1000m | 11頭 | マークオブハート   | 牡4  | 北海道 | 0:59.7 | 川島洋人   | 鈴木英二   |
| 第25回 | 2001年5月24日 | 札幌   | 1000m | 9頭  | ミヤマエンデバー   | 牡3  | 北海道 | 0:59.8 | 堂山直樹   | 堂山芳則   |
| 第26回 | 2002年5月16日 | 札幌   | 1000m | 13頭 | シンメイマサコ     | 牝3  | 北海道 | 1:00.6 | 五十嵐冬樹 | 米川伸也   |
| 第27回 | 2003年5月5日  | 札幌   | 1000m | 10頭 | ペガサスホープ     | 牡3  | 北海道 | 1:01.1 | 川島洋人   | 鈴木英二   |
| 第28回 | 2004年5月5日  | 札幌   | 1000m | 7頭  | シャンハイジャンプ | 牡3  | 北海道 | 1:00.3 | 佐々木国明 | 若松平     |
| 第29回 | 2005年5月4日  | 札幌   | 1000m | 12頭 | アドミラルサンダー | 牡3  | 北海道 | 1:01.8 | 坂下秀樹   | 原孝明     |
| 第30回 | 2006年6月6日  | 札幌   | 1700m | 11頭 | フジノダイヒット   | 牡3  | 北海道 | 1:49.3 | 山口竜一   | 角川秀樹   |
| 第31回 | 2007年5月3日  | 門別   | 1200m | 13頭 | タガタメ           | 牝3  | 北海道 | 1:12.9 | 山口竜一   | 角川秀樹   |
| 第32回 | 2008年4月30日 | 札幌   | 1000m | 14頭 | ラブストレングス   | 牝3  | 北海道 | 1:00.0 | 宮崎光行   | 村上正和   |
| 第33回 | 2009年4月29日 | 札幌   | 1700m | 11頭 | サンサンヒカリ     | 牡3  | 北海道 | 1:47.6 | 川島雅人   | 米川伸也   |
| 第34回 | 2010年4月29日 | 門別   | 1200m | 12頭 | クラキンコ         | 牝3  | 北海道 | 1:11.8 | 小国博行   | 堂山芳則   |
| 第35回 | 2011年4月29日 | 門別   | 1200m | 13頭 | パフォーマンス     | 牡3  | 北海道 | 1:13.2 | 川島洋人   | 田中正二   |
| 第36回 | 2012年4月25日 | 門別   | 1200m | 14頭 | ロクイチスマイル   | 牝3  | 北海道 | 1:14.5 | 服部茂史   | 田中淳司   |
| 第37回 | 2013年4月24日 | 門別   | 1200m | 14頭 | シーギリヤガール   | 牝3  | 北海道 | 1:14.2 | 桑村真明   | 齊藤正弘   |
| 第38回 | 2014年4月23日 | 門別   | 1200m | 12頭 | ラブミーブルー     | 牝3  | 北海道 | 1:14.7 | 宮崎光行   | 角川秀樹   |
| 第39回 | 2015年4月22日 | 門別   | 1600m | 11頭 | オヤコダカ         | 牡3  | 北海道 | 1:41.4 | 阪野学     | 原孝明     |
| 第40回 | 2016年4月20日 | 門別   | 1600m | 12頭 | スティールキング   | 牡3  | 北海道 | 1:43.3 | 桑村真明   | 角川秀樹   |
| 第41回 | 2017年4月18日 | 門別   | 1600m | 13頭 | ベンテンコゾウ     | 牡3  | 岩手   | 1:44.1 | 村上忍     | 菅原勲     |
| 第42回 | 2018年5月30日 | 門別   | 1600m | 14頭 | サザンヴィグラス   | 牡3  | 北海道 | 1:43.8 | 五十嵐冬樹 | 川島洋人   |
| 第43回 | 2019年5月30日 | 門別   | 1600m | 14頭 | リンゾウチャネル   | 牡3  | 北海道 | 1:42.3 | 五十嵐冬樹 | 堂山芳則   |
| 第44回 | 2020年5月14日 | 門別   | 1600m | 7頭  | レッドカード       | 牝3  | 北海道 | 1:45.1 | 井上俊彦   | 林和弘     |
| 第45回 | 2021年5月13日 | 門別   | 1600m | 9頭  | ラッキードリーム   | 牡3  | 北海道 | 1:42.5 | 五十嵐冬樹 | 林和弘     |
| 第46回 | 2022年4月28日 | 門別   | 1600m | 8頭  | シルトプレ         | 牡3  | 北海道 | 1:44.1 | 石川倭     | 米川昇     |
| 第47回 | 2023年5月4日  | 門別   | 1600m | 8頭  | ベルピット         | 牡3  | 北海道 | 1:41.2 | 桑村真明   | 角川秀樹   |
| 第48回 | 2024年5月2日  | 門別   | 1600m | 9頭  | ブラックバトラー   | 牡3  | 北海道 | 1:43.2 | 落合玄太   | 田中淳司   |
| 第49回 | 2025年5月1日  | 門別   | 1600m | 7頭  | ソルジャーフィルド | 牡3  | 北海道 | 1:42.8 | 小野楓馬   | 川島洋人   |

### 各回競走結果の出典
- 北斗盃 歴代優勝馬（地方競馬全国協会）